# 賽宋奔省
赛宋奔省，一译赛宋本省，是老挝東北部的一个省。首府班蒙查。下分5縣。
1994年自萬象省和川壙省分出，2006年解散该省，设置赛宋奔特区。2013年12月31日復設省。

## 行政区划
- 阿努旺县（ເມືອງອະນຸວົງ），原名班蒙查
- 隆章县（ເມືອງລ້ອງແຈ້ງ）
- 隆桑县（隆灿 ເມືອງລ້ອງຊານ）
- 洪县（英语：Hom District）/孟荷縣（ເມືອງຮົ່ມ）
- 塔荷县（ເມືອງທ່າໂທມ）